# Club Social Deportivo Hungaritos Agustinos
Maillots
Dernière mise à jour : 1 juillet 2023.
Le Club Social Deportivo Hungaritos Agustinos, abrégé en Hungaritos Agustinos, est un club péruvien de football basé à Iquitos.

## Histoire
Fondé le 5 juin 1954 par le prêtre augustin Silvino Treceño Ríos, le nom du club rend hommage à l'équipe de Hongrie vice-championne du monde cette même année. Entraîné par Henry Perales, le Hungaritos Agustinos remporte l'édition 1985 de la Copa Perú. 
Cette victoire lui ouvre les portes de la 1re division péruvienne où il évolue durant trois saisons d'affilée de 1986 à 1988. Le club retombe dans l'anonymat après avoir perdu sa place en D1. Il joue depuis dans les ligues de district d'Iquitos.

## Résultats sportifs

### Palmarès
| Compétitions nationales               | Compétitions régionales                                  |
| - Copa Perú (1) : - Vainqueur : 1985. | - Ligue de la region de Loreto (1) : - Vainqueur : 1984. |

### Bilan et records
- Saisons au sein du championnat du Pérou : 3 (1986-1988).
- Saisons au sein du championnat du Pérou (D2) : 0.

## Personnalités historiques du Hungaritos Agustinos

### Anciens joueurs
Marden Macedo, Arturo Ramírez, Román Flores, Fco. Sánchez, Esteban Angulo, Mario Meléndez, Raúl Guimet, Otto Gonzáles, Adriel Cardama, Edgar Ferreyra, Fco. Sandoval, Rafael Rengifo, Américo Piera, Jorge Orbe, Oscar Calvo, Jorge Navas, Jaime Fernández, Manuel D'Acevedo, William Díaz et Pedro Bucceli forment partie de l'équipe vainqueur de la Copa Perú en 1985.
L'international péruvien Marcial Salazar commença sa carrière au sein du Hungaritos Agustinos en 1986.

### Entraîneurs marquants
- Henry Perales (1984-1985), vainqueur de la Copa Perú en 1985.
- Miguel Company, entraîneur en 1986.